# Oldřich Felix Popel z Lobkowicz
Oldřich Felix z Lobkowicz († 21. března 1604 Bílina) byl český šlechtic, příslušník bílinské větve (a její bílinské pošlosti) rodu Lobkoviců. Bylo mu dedikováno několik drobných českých katolických tisků na konci 16. století. V roce 1603 mu patřilo 1320 osedlých a byl tak osmým nejbohatším šlechticem v Čechách.

## Původ a život
Narodil se jako první syn a první z osmi potomků Kryštofa Popela z Lobkowicz († 26. března 1590 Bílina) a jeho manželky Anny z Bibrštejna (5. listopadu 1523–1593).
V mládí byl svěřen do výchovy jezuitům a v roce 1587 podnikl ještě s několika šlechtici (např. Janem Boreněm Chlumčanským z Přestavlk, Adamem z Vinoře, Václavem Švihovským z Rýzmberka a Václavem Čejkou z Olbramovic) kavalírskou cestu do Itálie (Říma).

## Majetek

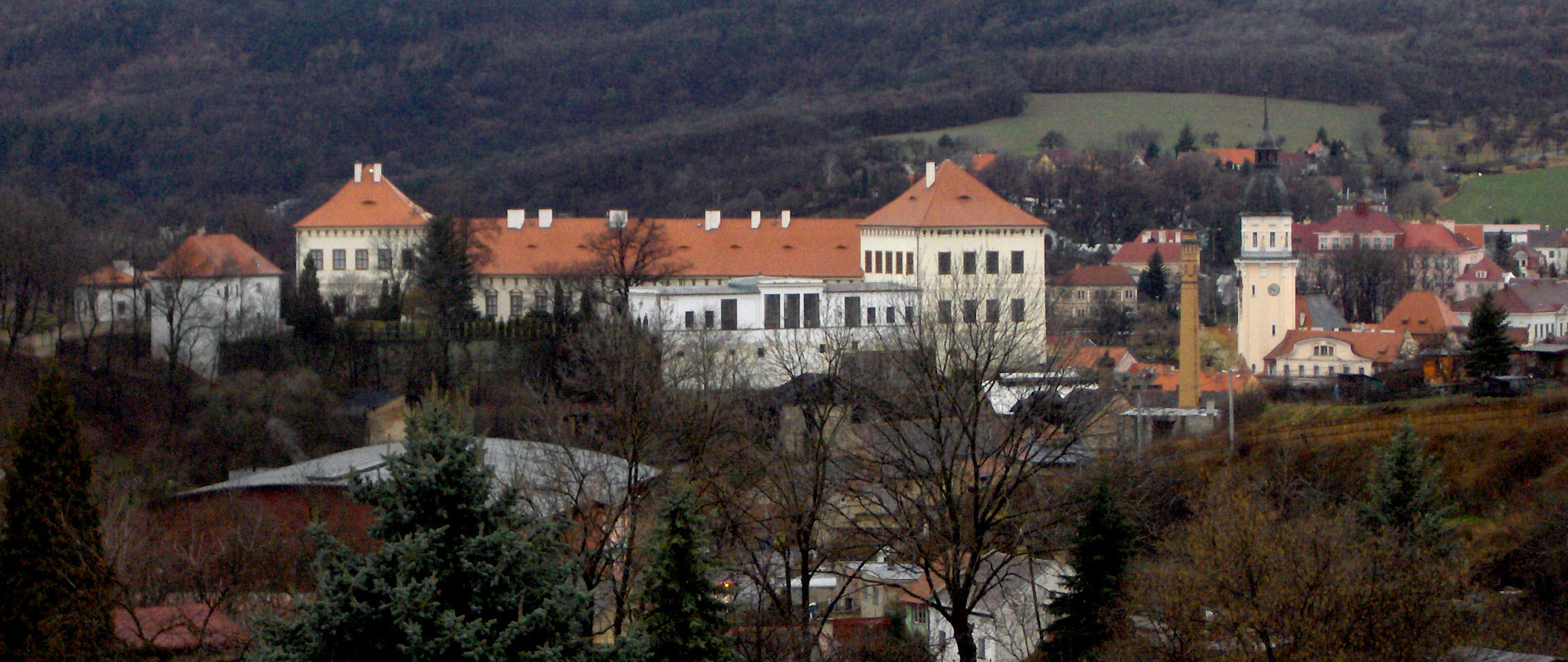
Zámek Bílina dal jméno rodové větvi i pošlosti Lobkoviců

Vlastnil Bílinu, Kost, Běškovice, Blatnou, Novou Bystřici, Přepeře, Ročov a Horní Bouzov. Většinu majetku zdědil po otci, Novou Bystřici sám koupil. Na žádost Oldřicha Felixe povýšil císař Rudolf II. v roce 1601 Blatnou, která už však dávno měla svého purkmistra, konšely a písaře, na poddanské město. Manželka držela Běškovice po jeho smrti do konce svého života jako vdovský majetek.

## Rodina
Oženil se 21. září 1571 v Jindřichově Hradci s Annou Alžbětou z Hradce (16. červenec 1557 – 17. červenec 1596), dcerou tehdy už zesnulého nejvyššího kancléře Českého království Jáchyma z Hradce (14. červenec 1526 – 12. prosinec 1565) a jeho manželky Anny z Rožmberka (26. leden 1530 – 16. prosinec 1580). Narodilo se jim 7 dětí (4 synové a 3 dcery):
- 1. Marie Magdalena (asi 1572 – 2. 12. 1581)
- 2. Vilém mladší (asi 22. 7. 1575 – 1. 1. 1647, pohřben v Pražské Loretě, královský rada, nejvyšší dvorský sudí, nejvyšší lovčí
  - ∞ (28. 10. 1608) Benigna Kateřina Popelovna Lobkowicz (23. 3. 1594 – 28. 12. 1653), zakladatelka Pražské Lorety, jejich děti
    - 1. Anna Magdaléna (20. 7. 1606 – 7. 9. 1668)
      - 1. ∞ (30. 1. 1625) Zbyněk Leopold Novohradský z Kolowrat (28. 1. 1594 – 11. 9. 1630, pohřben v Zákupech)
      - 2. ∞ (18. 8. 1632 Vídeň) Julius Jindřich Sasko-Lauenburský (9. 4. 1586 – 20. 11. 1665 Praha)

    - 2. Oldřich Adam (16. 10. 1610 – 28. 10. 1649), císařský tajný rada, nejvyšší mincmistr
      - ∞ (17. 5. 1637) Anna Marie ze Šternberka († 1654)

    - 3. Markéta Kateřina (11. 5. 1612 – 17. 10. 1669)
      - 1. ∞ Jan Karel z Schönburgu (před rokem 1591 – 1640), císařský rada
      - 2. ∞ Filip V. z Mansfeldu (1589 – 8. 4. 1657)

    - 4. Václav Zdeněk (15. 8. 1613 – asi 1630)
    - 5. Kryštof Ferdinand (9. 10. 1614 – 4. 7. 1658, pohřben v Loretě v Praze), hejtman Hlohovského knížectví, místodržící ve Slezsku
      - 1. ∞ Marie Majdalena Prusková z Pruskova († 12. 2. 1653)
      - 2. ∞ (15. 6. 1653) Marie Alžběta Apolonie Antonie z Tilly († 18. 8. 1665 Praha, pohřbena v Loretě v Praze)

    - 6. František Vilém (14. 8. 1616 – 26. 2. 1670), císařský rada (1647-59), dědičný nejvyšší lovčí
      - ∞ (svatební smlouva 28. 4. 1658) Alžběta Eusebie Marie z Talmberka

    - 7. Leopold Ignác (7. 4. 1618 – 3. 3. 1642)
    - 8. Eleonora Marie († 22. 10. 1681)
      - 1. ∞ Jindřich Volf Hovora Berka z Dubé († 1650)
      - 2. ∞ Jan Hartvík z Nostic (1610 Kunzendorf – 24. 3. 1683 Vídeň)
- 3. Alžběta (Eliška) (1580 – 15. 6. 1663 Žichovice; pohřbena ve Strahovském klášteře)
  - ∞ (13. 2. 1600 Hradčany, Praha) Jindřich Libštejnský z Kolowrat († 6. 3. 1646), nejvyšší hofmistr
- 4. Jáchym Kryštof (1583 – 12. 1. 1586)
- 5. Adam († asi 10. 11. 1590 Praha)
- 6. Václav (1585 – 25. 3. 1616 Praha)
  - ∞ (18. 10. 1615) Anna Ludmila Novohradská z Kolowrat (17. 4. 1601–1627)
- 7. Kateřina Ludmila († kolem 1629)
  - 1. ∞ (21. 10. 1612) Ladislav Berka z Dubé († 1613)
  - 2. ∞ Alwig ze Sulzu († 9. 3. 1632)